# Al Greene
Al Paul Hamilton Greene (* 5. Mai 1978) ist ein ehemaliger gibraltarischer Fußballspieler.

## Karriere

### Klub
Er begann seine Karriere beim St. Theresa's FC und wechselte von hier zur Saison 1997/98 zu Glacis United. Nach dieser Spielzeit wechselte er nach Spanien, wo er für Real Balompédica Linense auflief. Nach einer Rückkehr für die Runde 2000/01 in seine Heimat, kehrte er zur nächsten schon wieder nach Linense zurück. Diesmal verblieb er aber auch bei der nächsten Station in Spanien, wo er sich Juventud Palmones CF anschloss. Nach der Spielzeit 2004/05 kehrte er aber endgültig nach Gibraltar zurück und kehrte ein zweites Mal zu Glacis United zurück. Dort spielte er viele Jahre und machte anschließend nach der Saison 2014/15 eine fußballerische Pause.
Zur Runde 2016/17 schloss er sich nochmal den Lions Gibraltar an und ging zur Saison 2018/19 nochmal zum St Joseph’s FC, anschließend an diese Spielzeit beendete er dann auch seine Karriere.

### Nationalmannschaft
Am 19. November 2013, war er Teil der Mannschaft, welche erstmals nach der Anerkennung durch die UEFA, ein offizielles Freundschaftsspiel bestritt. Er selbst wurde in der 67. Minute für Adam Priestley eingewechselt. Das Spiel gegen die Slowakei endete mit 0:0, auch wenn ihm in der 89. Minute noch ein guter Schuss aufs Tor gelang. Damit bestritt er im Alter von 35 Jahren sein erstes als auch letztes Länderspiel.